# Гнидино (Опочецкий район)
Гнидино — деревня в Опочецком районе Псковской области России. 
Входит в состав Пригородной волости.

## География
Расположена в 4 км к юго-востоку от центра города Опочка.

## Население
| 2001 | 2002 | 2010 | 2012 | 2013 | 2014 | 2015 |
| ---- | ---- | ---- | ---- | ---- | ---- | ---- |
| 62   | ↘46  | ↘44  | ↗49  | ↘45  | ↗46  | ↘44  |
| 2016 |      |      |      |      |      |      |
| ↘41  |      |      |      |      |      |      |

Численность населения по состоянию на начало 2001 года составляла 62 человека.

## Топографические карты
Лист карты O-35-XXIX Опочка. Масштаб: 1 : 200 000. Состояние местности на 1985 год. Издание 1987 г.